# Berardo Costantini
Berardo Costantini (Teramo, 23 aprile 1830 – Teramo, 20 gennaio 1903) è stato un politico e medico italiano.

## Biografia
Figlio del patriota e avvocato Andrea Costantini e di Marianna Massei, si laureò in medicina a Roma ed esercitò la professione di medico. Fu attivo, insieme al fratello minore Settimio, nelle lotte risorgimentali, prendendo parte ai moti di Napoli del 1848, e finendo per essere arrestato nel 1859; arruolato nelle file della milizia territoriale durante le lotte al brigantaggio tra Teramo e L'Aquila con il grado di colonnello, fu decorato della croce di cavaliere dell'Ordine dei Santi Maurizio e Lazzaro.
Prese parte alla vita pubblica della città di Teramo, dove fu consigliere comunale e provinciale, oltre che presidente della Congregazione di carità dal 1887 al 1889. Fu eletto sindaco di Teramo nel 1889, primo amministratore della città dopo la riforma che prevedeva l'elezione da parte del consiglio comunale, anziché per nomina regia. Tra le sue opere nel capoluogo si ricordano: l'avvio dei lavori per la realizzazione dell'illuminazione elettrica; la risistemazione del corso e di piazza Vittorio Emanuele con i portici, secondo il progetto di Ernesto Narcisi; ma soprattutto la costruzione di una prima rete stradale che permise di collegare Teramo con i paesi dell'entroterra. Fondatore del locale ospedale psichiatrico, ne fu il primo direttore dal 1881 al 1889.